# Il cielo chiude un occhio
Il cielo chiude un occhio (Un drôle de paroissien) è un film del 1963 diretto da Jean-Pierre Mocky e interpretato da Bourvil, tratto dal romanzo Deo gratias di Michel Servin.
È stato presentato in concorso alla 13ª edizione del Festival internazionale del cinema di Berlino.

## Trama
I Lachaunaye sono una nobile famiglia decaduta francese, decisa a mantenere la tradizione di non lavorare. Georges, l'ultimo discendente, è sull'orlo della rovina e ruba dalle cassette per le elemosine per sopravvivere. Quando decide di assumere dei collaboratori la polizia si mette sulle sue tracce, ma Georges sfugge all'arresto e torna ad essere una persona onesta.

## Produzione
Oltre che nei Paris Studios Cinéma di Boulogne-Billancourt, il film è stato girato a Parigi tra Place des Vosges, Quai des Orfèvres, Place Adolphe Chérioux e Place Jeanne d'Arc. Tra i molti edifici religiosi che compaiono la Basilica del Sacro Cuore, le chiese di San Medardo, Saint-Étienne-du-Mont, della Madeleine e di San Vincenzo de' Paoli.
Il ruolo del protagonista in origine doveva essere interpretato da Louis de Funès.

## Distribuzione
Dopo l'anteprima al Festival di Berlino, il film è stato distribuito in Francia dal 28 agosto 1963.

### Date di uscita
- Francia (Un drôle de paroissien) - 28 agosto 1963
- Svezia - 16 gennaio 1964
- Finlandia (Pitkäkyntinen pyhimys) - 27 novembre 1964
- USA (Heaven Sent) - 13 gennaio 1965
- Messico (Deo gratias) - 9 febbraio 1967
- Danimarca (Tilgiv vi stjæler) - 5 dicembre 1969